# Ninja Gaiden (jeu vidéo, 2004)
Cet article concerne le jeu sur Xbox qui renouvelle la série. Pour le premier jeu, voir Shadow Warriors (jeu vidéo d'arcade). Pour celui sur console, voir Shadow Warriors (jeu vidéo, 1988).
Ninja Gaiden est un jeu vidéo d'action de type beat them all développé par la Team Ninja et édité par Tecmo. Il est disponible à partir de 2004 sur Xbox.
Le jeu connaît une édition améliorée appelée Ninja Gaiden Black en 2005 sur Xbox, puis disponible en téléchargement sur Xbox 360 via la plate-forme de téléchargement Xbox Live Arcade.
Le jeu fait partie de la série Ninja Gaiden.

## Synopsis
Depuis des générations, le clan ninja Hayabusa est chargé de protéger une ancienne arme qui, selon la légende, aurait été forgée dans les os d'un dragon noir nommé « La lame du dragon noir ». Mais, à la suite d'une attaque sur le village du clan, un démon répondant au nom de Doku massacre la population du village, et parvient à s'emparer de cette arme légendaire.
Ayant alors été vaincu par le démon Doku, Ryu Hayabusa, descendant du clan et détenteur de l'épée du dragon, entreprend de partir à la poursuite du démon, bien décidé à récupérer l'épée du dragon noir. Pour ce faire, il devra alors se rendre dans la capitale de Vigoor, et se heurtera à une ville remplis de démons.

## Système de jeu
sur Xbox et Xbox 360 la touche A permet de sauter B permet de lancer des Shurikens, X frapper avec l'épée tandis la combinaison de la touche Y et de la touche B permet la plus puissante attaque du jeu, le ninpo. Ces attaques peuvent être apprises à l'aide de parchemins.